# Затірка
Заті́рка, діал. стира́нка — одна з найдавніших страв, поширених серед слов'янських народів. Круте підсолене пшеничне на яйцях тісто розтирають з борошном у дерев'яних ночовках дерев'яною ложкою, кописткою або рукою доти, доки не утворювалися кульки розміром з горошину чи квасолину. Їх варять в окропі або молоці, іноді у м'ясній юшці. 3атірка вважається готовою, коли тісто спливає. Страва має густу консистенцію. Споживають її заправляючи олією, вершковим маслом, смальцем, із засмажкою та й без додатків. 3атірку (як і подібні за простотою виготовлення та високою калорійністю галушки) готували в Україні майже щодня. У наші дні цю страву готують вже не так часто і переважно лише на території Полтавщини та Середнього Подніпров'я.
На Харківщині затірка — це винятково суп. Готують тісто так само, проте його розтирають більш дрібно. До каструлі вливають м'ясний бульйон або воду, закладають туди картоплю, відварюють до готовності, опісля кидають саму затірку та додають засмажку (смажена на олії морква та цибуля). Декілька хвилин і страва готова.
Страву споживають в будні та свята. Традиція приготування цього блюда сягає часів чумацтва. ЇЇ давали чумакам в дорогу, а також чоловікам на обід, коли вони йшли працювати в поле. Перетерту затірку розділяли: одну частину сушили на печі, другу варили.

## Затірка у селі Крива Лука на Донеччині
Традиція приготування затірки у селі Крива Лука на Донеччині у 2024 році була занесена у Нематеріальну культурну спадщину України.

Цьому посприяла громадська організація «Крила», яка до початку повномасштабної війни займалася збереженням, відродженням та популяризацією місцевих традицій. Зокрема, вони досліджували давні родинні рецепти страв у селі. Так вдалося зібрати 12 страв. Серед них — гречаники, місцеве печиво та страви з гарбуза. Затірка тривалий час була поза увагою етнологів. 
«На неї ніхто не звертав уваги. Та потім з навчальним візитом ми поїхали на Полтавщину. Побачивши, як там працюють з качаною кашею, яке відбувається навколо неї дійство, ми подумали: а чим наша затірка гірша?», — розповідає голова організації Яна Синиця.
Так у Кривій Луці стали відроджувати традиції приготування затірки. Місцеві жительки збиралися в етно-дворі — місці під відкритим небом з великою піччю. Там вони разом готували й ділилися рецептами. Адже у кожній родині були свої секрети приготування.

## Див. також

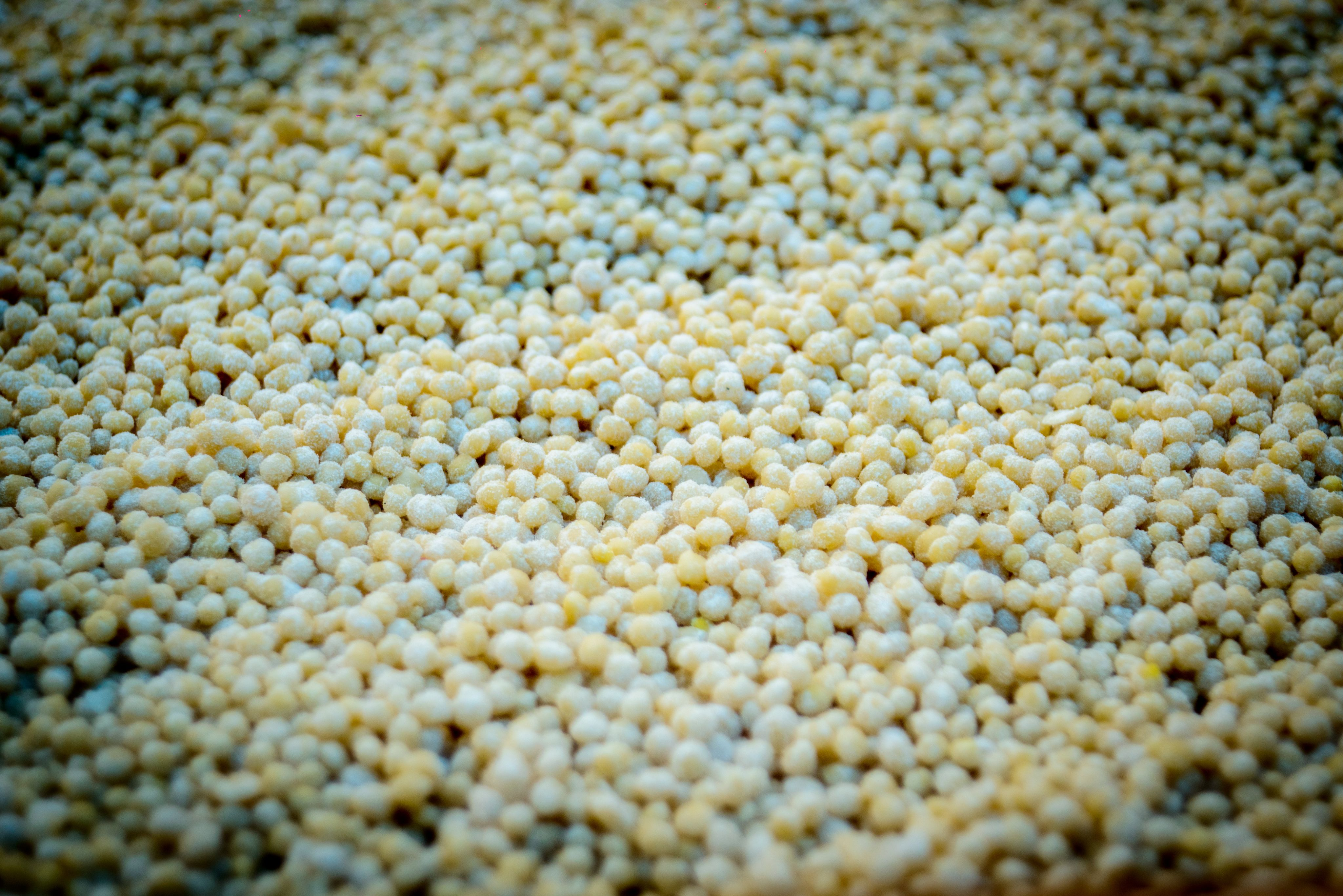
Качана каша
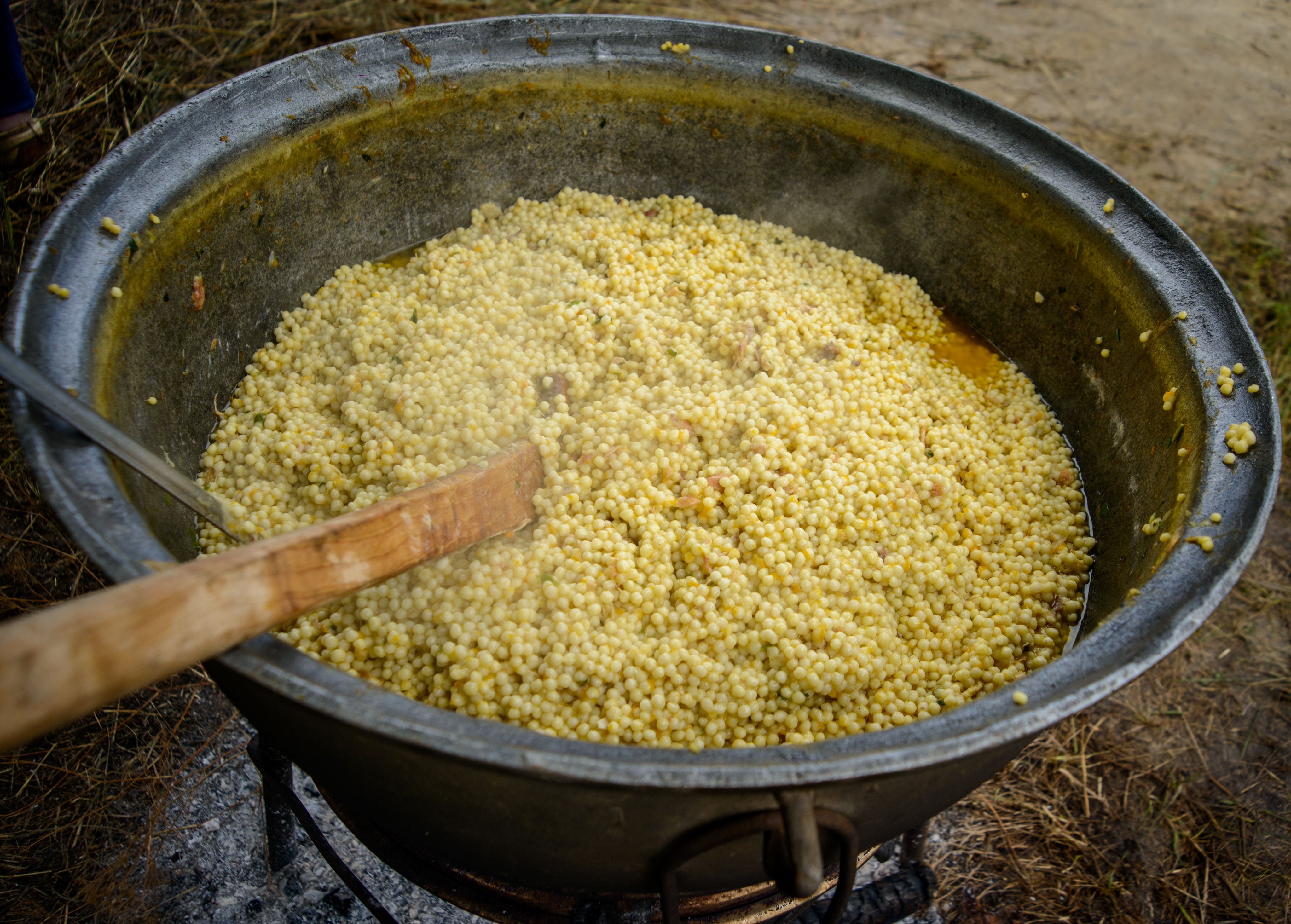
Качана каша